# Jeffrey Goldberg
Jeffrey Mark Goldberg (Nueva York, Estados Unidos, 1965) es un periodista estadounidense, redactor jefe de The Atlantic. Durante sus nueve años en The Atlantic antes de convertirse en editor, Goldberg se hizo conocido por su cobertura de los asuntos exteriores. Moderó el programa de la PBS Washington Week (rebautizado como Washington Week with The Atlantic) a partir de agosto de 2023, mientras continuaba como editor de The Atlantic.